# Schloss Andrychów

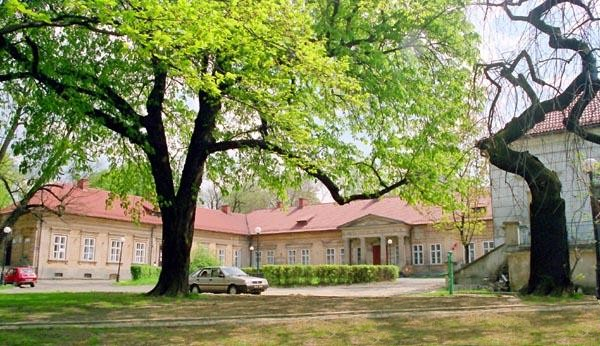
Front

Das Schloss Andrychów (polnisch: Zamek Andrychowski) ist ein barock-klassizistisches Schloss in Andrychów in den Kleinen Beskiden. Es wurde von den Bobrowski im 18. Jahrhundert errichtet.

## Geschichte
An der Stelle des Schlosses stand ursprünglich eine Burg, die im frühen 17. Jahrhundert von Marian Przyłęcki zu seiner Residenz ausgebaut wurde, die er von Wieprz hierher verlegte. Das Schloss wurde durch einen Wassergraben und mehrere Teiche geschützt. 1756 ging es an die Adelsfamilie Ankwiczy der Wappengemeinschaft Abdank. Während der Konföderation von Bar versammelten sich einige Aufständische zu einem Treffen im Schloss. Unter den Bobrowski wurde das Schloss im 19. Jahrhundert im Stil des Klassizismus um- und ausgebaut und ein englischer Schlossgarten angelegt.